# لشکر ۴۲ زرهی (بریتانیا)
لشکر ۴۲ زرهی بریتانیا (انگلیسی: 42nd Armoured Division) لشکر زرهی نیروی زمینی بریتانیا بود، که در سال ۱۹۴۱ تأسیس شد و در سال ۱۹۴۳ منحل گردید.